# Harry Schaffer
Harry Schaffer (geboren 1963 in Chur) ist ein Schweizer Künstler und Innenarchitekt, der in Basel lebt und arbeitet.

## Leben und Werk
Schaffer wuchs in Allschwil/BL und Olten/SO auf. 1983 machte er sein Abitur. Anschliessend besuchte er die Kunstgewerbeschule und absolvierte eine Lehre als Bauzeichner in Basel. Nach diversen Studienaufenthalten in den USA studierte er an der Hochschule für Gestaltung und Kunst in Basel. Er absolvierte seinen Studienabschluss als Master of Design I Art & Innovation. Schaffer ist heute Inhaber eines Innenarchitektur-Studios und einer Planungsfirma für nachhaltige Projekte in Basel.
Harry Schaffer positioniert sich mit seinen Werken in den Themenkreisen der Land Art und Minimal Art. Seit vielen Jahren arbeitet er mit dem deutsch-französischen Künstler Wolf Warnke zusammen. Seine Hauptthemen sind der Kreis und das Quadrat, zu welchen er in den verschiedensten Materialien und Grössen und an den unterschiedlichsten Standorten auf der Welt moduliert und experimentiert. Seine Werkreihe reicht von kurzen Interventionen mit Naturmaterialien bis zu Plastiken aus Stahl oder Granit. Er setzt sich mit der Umgebung und den Proportionen des goldenen Schnittes auseinander, welche immer wieder in seinen Werken vertreten sind.
Schaffer hat drei Töchter.

## Werke (Auszug)
- Copper Circle. Roveredo (CH), 2018
- Big Circle. Roveredo (CH), 2017
- Barbed Circle. Venedig (IT), 2017[1]
- Red Cube. Roveredo (CH), 2016
- Pyromide. Jamel (DE), 2016.[2][3][4]
- Man Circle. Roveredo (CH), 2016.
- Rustico Circle. Roveredo (CH), 2016.
- Desert Circle. Wonder Valley (USA), 2015.
- Floating Cube. Arlesheim (CH), 2015.
- Die Dekonstruktion der Perspektive. Reillane (F) 2015.
- Die Dekonstruktion des Nichts. Arlesheim (CH), 2015.
- from chaos to order. Arlesheim (CH), 2015.
- two circles. Arlesheim CH 2015
- Dehors. Olten (CH), 2012.
- OPO-LEGNO. LandArtinstallation. Opole (PL), 2012.
- Focus. Arlesheim (CH), 2015.
- Kunst auf der Alp. Laax (CH), 2011.
- Humus Park. Pordenone (IT), 2010.
- Le nid. Reillanne (F), 2004.
- 3 Cubes en Rouge coquelicot. Reillanne (F) 2002.
- Projekt Le pont de Wattwiller. Wattwiler (F), 2001.
- Skulptur für eine Porzellanfirma (CH), 1999.
- Steinstele. Lötschental (CH), 1999.
- Cinq colonnes. Reillanne (F), 1999.
- Baumzauber. Stadtartprojekt Basel (CH), 1998/1999.
- Mongolpierre. Reillanne (F), 1998.
- trou du Mistral. Reillanne (F), 1997.[5]
- 3 Sisters. Arlesheim (CH), 1995.